# Felix Beijmo
Felix Olof Allan Nelson Beijmo (* 31. Januar 1998 in Stockholm) ist ein schwedischer Fußballspieler, der bei Aarhus GF unter Vertrag steht.

## Werdegang
Der rechte Verteidiger begann seine Karriere beim Stockholmer Stadtteilverein IF Brommapojkarna, für den er am 3. April 2015 im Alter von 17 Jahren bei der 0:1-Niederlage gegen Östersunds FK sein Debüt in der Superettan, der zweithöchsten schwedischen Spielklasse, gab und sich dort in der Stammelf etablierte.
Im Jahr 2017 wechselte er zum größeren Djurgårdens IF in die Allsvenskan. Auch dort gelang ihm unter Trainer Özcan Melkemichel schnell der Durchbruch. Höhepunkt seiner bisherigen Karriere war der Gewinn des Svenska Cupen am 10. Mai 2018 durch ein 3:0 seiner Mannschaft gegen Malmö FF.
Zur Saison 2018/19 verließ Beijmo sein Heimatland und wechselte nach Deutschland zu Werder Bremen. Dort kam er in seiner ersten Spielzeit in der Bundesligaelf nicht zum Zuge. Stattdessen absolvierte er Spiele in der zweiten Mannschaft. Im August 2019 wurde er bis zum Ende des Jahres in seine schwedische Heimat zu Malmö FF verliehen. Unter Trainer Uwe Rösler kam er zu acht Meisterschaftseinsätzen, mit einem Punkt Rückstand auf seinen Ex-Klub Djurgårdens IF wurde er am Ende der Spielzeit 2019 mit dem Verein aus Schonen Vizemeister. Zudem qualifizierte er sich mit der Mannschaft am Ende der Gruppenphase der UEFA Europa League 2019/20 als Gruppensieger für das Sechzehntelfinale. Zum anschließenden Jahreswechsel kehrte er zwar nach Bremen zurück, wurde dort aber direkt „aussortiert“.
Ohne weiteren Einsatz für den SV Werder folgte an seinem 22. Geburtstag eine Leihe bis zum Ende der Saison 2019/20 in die 2. Bundesliga zur SpVgg Greuther Fürth. Dort kam er auf 5 Zweitligaeinsätze (2-mal von Beginn).
Zur Sommervorbereitung 2020 kehrte Beijmo nicht in den Kader von Werder Bremen zurück. Im August wechselte er wieder zu Malmö FF und unterschrieb einen Vertrag bis 2023. Mit dem Verein wurde er 2020 und 2021 schwedischer Meister sowie 2022 Pokalsieger.
Im Januar 2023 wechselte er auf Leihbasis für ein halbes Jahr zum dänischen Erstligisten Aarhus GF. Nach Ablauf der Saison wurde er fest bis 2026 verpflichtet.

## Erfolge
Djurgårdens IF
- Schwedischer Pokalsieger: 2018

Malmö FF
- Schwedischer Meister: 2020, 2021
- Schwedischer Pokalsieger: 2022